# Wiktor Szelągowski
Wiktor Szelągowski (ur. 1900 we Włocławku, zm. 1935) – wioślarz polski, medalista mistrzostw Europy.

## Życiorys
Urodził się w rodzinie rzemieślniczej. Uczęszczał do gimnazjum męskiego im. Jana Długosza we Włocławku, zaraz po otrzymaniu matury wstąpił ochotniczo do wojska i służył w czasie wojny z Rosją. Był ranny i przez kilka miesięcy pozostawał internowany.
Już jako uczeń gimnazjum wyróżniał się zamiłowaniem do sportu. Wydarzenia wojenne przerwały jego karierę sportową, ale po wykurowaniu się Szelągowski powrócił do dawnych pasji i wstąpił do Włocławskiego Towarzystwa Wioślarskiego. Trenował pod kierunkiem Kazimierza Dyżewskiego. Od 1925 występował w zawodach rangi krajowej, debiutując w tymże roku jako członek czwórki ze sternikiem na regatach międzyklubowych we Włocławku. Wkrótce wyspecjalizował się w dwójkach ze sternikiem i dwójkach bez sternika. W 1929 został po raz pierwszy mistrzem Polski w dwójkach ze sternikiem i pozostawał z tym tytułem nieprzerwanie do 1933 (łącznie pięć razy). Partnerowali mu H. Grabowski i sternik H. Kawalec. Ponadto wspólnie z Grabowskim zdobywał wicemistrzostwo Polski w dwójkach bez sternika.
Szelągowski zdobył dwa medale mistrzostw Europy w składzie dwójki ze sternikiem – w 1929 na Brdyujściu (z Grabowskim i Gaworskim) i w 1932 w Belgradzie (z Grabowskim i Kawalcem). W 1930, w tej samej konkurencji, triumfował w prestiżowych zawodach wioślarskich w Antwerpii, a partnerowali mu w osadzie Grabowski i Gaworski.
W 1933 wycofał się z aktywnego uprawiania sportu w związku z dolegliwościami zdrowotnymi, stanowiącymi pozostałość służby wojskowej i internowania. Ukończył kurs trenera wioślarstwa w Centralnym Instytucie Wychowania Fizycznego w Warszawie, ale na przeszkodzie realizacji planów pracy trenerskiej stanęła śmierć. Szelągowski pochowany został na cmentarzu komunalnym we Włocławku.